# Avril 1917 (guerre mondiale)
mars 1917 - avril 1917 - mai 1917
- 5 avril : 
  - le roi Ferdinand Ier de Roumanie adresse aux soldats du front une proclamation dans laquelle il promet aux paysans des terres et une plus large participation à la vie publique.
  - Déclenchement d'une grève dans les usines de munitions de Berlin et de sa région.

- 6 avril : 
  - le Congrès américain vote l'entrée en guerre des États-Unis aux côtés des Alliés.

- 7 avril : 
  - Cuba déclare la guerre au Reich.

- 9 avril : 
  - les Alliés lancent une attaque couronnée de succès sur la crête de Vimy.

- 16 avril : 
  - le général Nivelle lance l'offensive sur le Chemin des Dames : première participation au combat d'un char d'assaut français.
  - Ottokar Czernin, ministre austro-hongrois des affaires étrangères, remet à l'empereur Charles son rapport intitulé « la puissance militaire austro-hongroise en voie de désagrégation ». Dans ce document, le ministre informe l'empereur-roi de l'épuisement de l'armée austro-hongroise et de son incapacité à poursuivre le conflit.
  - grève massive en Allemagne : 300 000 ouvriers répondent aux mots d'ordre des syndicats dont les principaux dirigeants sont arrêtés.

- 17 avril : 
  - lancement de la bataille des Monts de Champagne : Les troupes françaises remportent un succès tactique après un mois de combats ; à cette occasion, des blindés français, les chars d'assaut Schneider et Saint-Chamond, sont engagés sur le front entre Laffaux et le nord de Reims.
  - deuxième bataille de Gaza : échec britannique après deux journées de combat.

- 21 avril :
  - raid du pas de Calais : échec de la tentative allemande de bombardement maritime de la côte française.

- 23 avril
  - Conseil de la couronne allemande à Bad Kreuznach : première rencontre gouvernementale allemande après la révolution de Février en Russie.